# Odiens
Odiens era una trasmissione televisiva di Canale 5 andata in onda per una sola stagione dal 3 dicembre 1988 al 22 aprile 1989.
Quattro ulteriori puntate con il meglio del programma, dal titolo Odiensmania, furono trasmesse dal 17 giugno all'8 luglio 1989.
Il titolo è una storpiatura della parola «audience», la rilevazione statistica dei telespettatori, che proprio in quegli anni iniziava a diffondere i propri risultati, ma anche da intendersi come parola latina, significante «colui che odia».
Il programma era registrato presso lo studio A della Profit, di via Mambretti 9 a Milano (ai tempi denominato Studio One), lo stesso studio che per anni fu il set di Drive in e che nello stesso periodo era utilizzato per altri programmi Fininvest come Ok, il prezzo è giusto! e La ruota della fortuna.

## Storia
Il programma venne ideato da Antonio Ricci e diretto da Beppe Recchia; nato sulla scia del successo di Drive in, venne realizzato per il pubblico di Canale 5 con un cast che comprendeva alcuni dei più noti comici televisivi del periodo, alcuni reduci da Drive in come Ezio Greggio e Gianfranco D'Angelo, presentatori del programma, che qui diedero vita a nuovi personaggi come il narcolettico Everardo De Las Noches (parodia del giornalista Everardo Dalla Noce), il pupazzo Bibi (erede del Tenerone di Drive In), la parodia del telefilm Batman o le imitazioni di Giuliano Ferrara e di Marisa Laurito affiancata dalla figlia primogenita di D'Angelo, Daniela, nella parte di Brigitta Boccoli.
C'erano anche alcuni giochi a premi con due concorrenti, condotti da Lorella Cuccarini, la quale inoltre prendeva parte come spalla agli sketch comici del programma, eseguiva in ogni puntata un balletto e interpretava la sigla d'apertura, La notte vola, il suo maggior successo musicale di sempre. Fu su questo palcoscenico che la Cuccarini tirò fuori per la prima volta anche le sue doti di conduttrice e showgirl vera e propria, affrancandosi dall'immagine di semplice ballerina e valletta.
Su imitazione delle ragazze Fast Food del Drive in, erano presenti le Littorine (Micaela Bianchi, Stefania Miniucchi, Maria Teresa Sessa, Nadia Perozzo, Patrizia Sala, Anna Maria Sparta, Simonetta Pravettoni e una giovane e allora sconosciuta Paola Barale); infine era presente nel cast fisso Sabrina Salerno, nel ruolo di cantante e spalla comica; sua la sigla di chiusura, Like a Yo-Yo, scritta dalla stessa Salerno con Giorgio Moroder. Per dissapori con la produzione la Salerno lasciò il programma e venne così introdotta la nuova sigla di chiusura Vieni a bere un bicchiere à la maison cantata da Greggio e D'Angelo.
Il programma ebbe un buon successo e rappresentò la risposta Fininvest al varietà del sabato sera di Rai 1 Fantastico 9, condotto da Enrico Montesano ed Anna Oxa. Fra le intuizioni del programma, ogni settimana venivano invitati dei presunti "furbi" che spiegavano cosa avevano inventato per risolvere alcuni problemi di vita quotidiana, come evitare l'autovelox, non pagare il canone e così via. Alla fine il pubblico lanciava fra i due sfidanti dei telecomandi di gomma, a seconda del colore dei quali si stabiliva qual era l'"inventore" più gradito.
Nella trasmissione ci fu anche una gara tra le Miss tra cui parteciparono tra gli altri Andrea Belfiore, Alessandra Carella, Paola Ducci, Rosalba Reggio, Barbara Borghesi e le allora sconosciute Katia Noventa e Michela Vittoria Brambilla. Nella puntata del 1°aprile 1989 venne invitato a esibirsi il sosia più rassomigliante al mondo a Michael Jackson, conosciuto come E. Casanova o Casanova Evans, molto noto ai fan di Jackson per aver inoltre partecipato al film Ritorno al futuro - Parte II e al video di Jackson stesso, Who Is It. Il fatto che si trattasse di un sosia però non venne mai rivelato né prima (comprensibile per far funzionare lo scherzo) né, inspiegabilmente, dopo la messa in onda (neppure a distanza di anni). 
Fu la trasmissione che fece conoscere al pubblico il Mago Otelma, che al termine di alcune puntate celebrava un rito magico insieme all'intero pubblico. Tale rito (il cui fine poteva essere una vincita al gioco, oppure un veloce dimagrimento) veniva più volte pubblicizzato durante la puntata, indicando al pubblico a casa gli oggetti necessari da procurarsi per la sua celebrazione. Poiché il volto di Otelma non era ancora noto al grande pubblico (ai tempi, a causa di una certa somiglianza, vi fu chi pensò fosse un personaggio interpretato da Massimo Boldi), non era ben chiaro se questi rituali fossero da considerarsi seriamente o se il mago Otelma fosse una parodia alla figura del mago televisivo (in quegli anni era molto famoso Giucas Casella e il suo tormentone quando ve lo dirò io). Tuttavia le espressioni estremamente serie di Otelma, ma anche il suo vestiario eccentrico, rendevano il tutto particolarmente grottesco e durante la celebrazione non era difficile vedere spettatori che cercavano di trattenere le risa, oppure visibilmente imbarazzati.